# Rockstar Vancouver

Logo

Rockstar Vancouver (voorheen Barking Dog Studios) was een gamestudio in Vancouver (Canada) opgericht in augustus 2002 en onderdeel van het bedrijf Rockstar Games. De studio is gespecialiseerd in actiespellen.
Rockstar Vancouver ontwikkelde onder meer het spel Canis Canem Edit oftewel Bully, dat zich afspeelt op een school. De studio maakte ook Max Payne 3, dat in mei 2012 uitkwam voor de PlayStation 3, Xbox 360 en pc.
Op 9 juli 2012 kondigde Rockstar Games aan de studio binnen een half jaar te zullen sluiten en 35 man personeel over te plaatsen naar zijn nieuwe, grotere gamestudio Rockstar Toronto in Oakville, zo'n vierduizend kilometer verderop in de provincie Ontario. De uitbreiding wordt door de provinciale autoriteiten aldaar financieel ondersteund. Zes jaar eerder sloot ook al Rockstar Vienna, een ander bedrijf van Rockstar Games.